# Неокладные доходы
Неокла́дные дохо́ды – одна из разновидностей дохода в Русском государстве. Неокладными доходами называли те, которые нельзя было включить в определённый размер, заранее известный казне. Это были различные пошлины с судебных и приказных дел и частью таможенные сборы; большинство таможенных сборов отдавалось на откуп за определённую сумму, и тогда эти откупные доходы считались окладными.
Между неокладными сборами в Московском государстве XVI века и в половине XVII века существуют значительные различия. В XVI веке купцам необходимо уплачивать за мыт, т.е. за право торговли; за заявление товара в таможне взыскивалась явка, за наём лавки для товара – гостиное, амбарное и прилавочное; за складку товара взимали свальное, при взвешивании – весчее; за право купли-продажи взималась тамга и т.д. В 1654 году все эти мелкие разнообразные сборы были отменены и заменены рублёвой пошлиной, которая взималась, как известный процент с рубля: с продавца – 5%, с покупателя – 2,5%.